# Sharp MZ-3500
Sharp MZ-3500 (MZ-3500) је био професионални рачунар фирме Шарп (Sharp) који је почео да се производи у Јапану од 1983. године.
Користио је два Zilog Z80 A микропроцесора. РАМ меморија рачунара је имала капацитет од 128 KB (до 256 KB). 
Као оперативни систем кориштен је FDOS (Sharp OS), EOS 3.0 (European Operating System), CP/M или PROLOGUE.

## Детаљни подаци
Детаљнији подаци о рачунару MZ-3500 су дати у табели испод.
|                       |                                                                                     |
| [ 1 ]                 |                                                                                     |
| Произвођач            | Шарп                                                                                |
| Тип                   | професионални рачунар                                                               |
| Меморија              | 128 (до 256 )                                                                       |
| Поријекло             | Јапан                                                                               |
| Година                | 1983                                                                                |
| Тастатура             | тастатура са пуним помаком тастера                                                  |
| Процесор              |                                                                                     |
| Фреквенција процесора | 4                                                                                   |
| RAM                   | 128 (до 256 )                                                                       |
| ROM                   | 8                                                                                   |
| Текст                 | 80 знакова x 25 линија                                                              |
| Графика               | 640 x 400 тачака (опционо)                                                          |
| Боја                  | 8                                                                                   |
| Звук                  | мали звучник (1 канал, 3 октава)                                                    |
| Димензије             | 47,1 (ширина) x 37,5 (дубина) x 14,5 (висина) (главна јединица) / Укупна тежина: 24 |
| Портови               |                                                                                     |
| Оперативни систем     |                                                                                     |